# Bosque County
Bosque County är ett administrativt område i delstaten Texas, USA, med 18 212 invånare (2010). Den administrativa huvudorten (county seat) är Meridian. 

## Geografi
Enligt United States Census Bureau har countyt en total area på 2 598 km². 2 561 km² av den arean är land och 34 km² är vatten. 

### Angränsande countyn
- Somervell County - nord
- Johnson County - nordost
- Hill County - öst
- McLennan County - sydost
- Coryell County - syd
- Hamilton County - väst
- Erath County - nordväst